# 36-й саміт G8

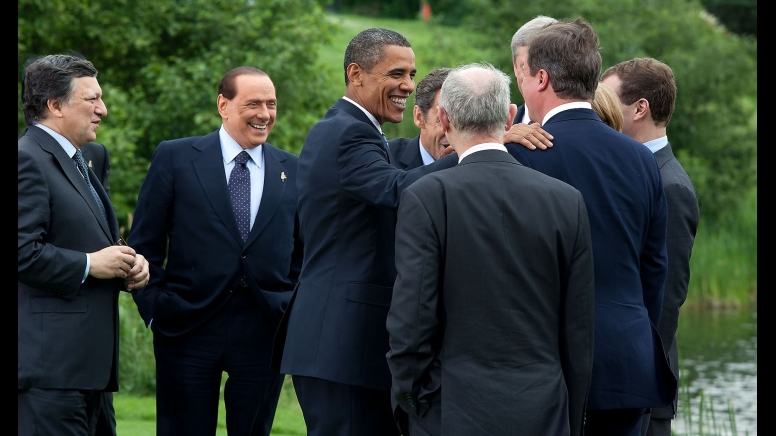

36-й саміт Великої вісімки — зустріч на вищому рівні керівників держав Великої вісімки, проходив 25—26 червня 2010 року в місті Гантсвіл (Онтаріо, Канада).

## Учасники
| Core G7 members   |                   |                     |                          |
| Учасник           | Учасник           | Представляє         | Посада                   |
| Канада            | Канада            | Стівен Гарпер       | Прем'єр-міністр          |
| Франція           | Франція           | Ніколя Саркозі      | Президент                |
| Німеччина         | Німеччина         | Ангела Меркель      | Канцлер                  |
| Італія            | Італія            | Сільвіо Берлусконі  | Прем'єр-міністр          |
| Японія            | Японія            | Кан Наото           | Прем'єр-міністр          |
| Велика Британія   | Велика Британія   | Девід Камерон       | Прем'єр-міністр          |
| США               | США               | Барак Обама         | Президент                |
| Європейський Союз | Європейський Союз | Жозе Мануел Баррозу | Президент ЄС             |
| Європейський Союз | Європейський Союз | Герман Ван Ромпей   | Голова Європейської Ради |
| Росія             | Росія             | Дмитро Медведєв     | Президент                |